# Gary Goodridge
Pour les articles homonymes, voir Goodridge (homonymie).
Gary « Big Daddy » Goodridge (né le 17 janvier 1966 est un kick-boxeur et combattant professionnel de MMA canadien, originaire de Trinité-et-Tobago et résidant actuellement à Barrie, Ontario, Canada.
Il a combattu sur les circuits du K-1, de l'Ultimate Fighting Championship et du Pride Fighting Championships. Il est aussi reconnu comme un des meilleurs pratiquants de bras de fer professionnel.

## Biographie
Avant de devenir combattant en MMA, Gary Goodridge a été champion du monde de bras de fer. Il a notamment obtenu des victoires contre Sharon Remez et le renommé John Brzenk en 1991.
Goodridge a commencé sa carrière en MMA lors de l'UFC 8 de manière fort impressionnante en atteignant la finale (perdue contre Don Frye).
Il est retourné à l'UFC 9 et l'UFC 10, mais après sa seconde défaite contre Don Frye en 1996, il s'est transféré au Pride Fighting Championships, où on retient qu'il battit Don Frye, mais fut battu par Gilbert Yvel dans un KO presque fatal pour lui. Puis il a quitté Pride FC pour le K-1 et Hero's.

### Carrière en kick-boxing
Goodridge fit ses débuts en kick-boxing en 1999 au K-1 Revenge, contre Akio Mori en perdant par disqualification. À ses débuts, il se montre peu respectueux des règles, en portant par exemple, en août 2002, des coups au sol contre Mike Bernardo, mais ce dernier obtiendra sa revanche quelques mois plus tard.
Depuis 2006, sa carrière est en net déclin, puisqu'il n'a remporté aucun de ses 11 derniers combats.
Son palmarès en kick-boxing est actuellement de 12 victoires pour 22 défaites, et 2 nuls.
Il a pris sa retraite en 2010 et révélé souffrir de démence causée par les lésions cérébrales dues aux KO encaissés pendant sa carrière (24)

## Titres
- 2006 Finaliste du K-1 World Grand Prix à Las Vegas
- 2005 Finaliste du K-1 World Grand Prix à Las Vegas
- 1997 Premier I. V. C Tournament Champion
- 1996 Finaliste de l'UFC 8
- Ceinture noire 3e dan en Kuk Sul Won